# معبد لائودیسه
معبد لائودیسه یا امام‌زاده دو خواهر یکی از آثار استان همدان، شهرستان نهاوند است. نهاوند یکی از شهرهای غربی ایران به‌شمار می‌آید که آثاری از دوران سلوکیان را چون گنجینه‌ای در خود نگهداری می‌کند. معبد لائودیسه یکی از آثار به جای مانده از دوران سلوکیان در نهاوند است که در بافت قدیمی شهر و در محدوده دوخواهران قرار دارد.

## تاریخچه
در سال ۱۳۲۲ کتیبه‌ای به زبان یونانی در محله دوخواهران نهاوند کشف شد که مربوط به آنتیوخوس سوم پادشاه سلوکی بود.
این کتیبه از دو قسمت متمایز تشکیل شده که قسمت اول آن نامه‌ای است که فرمان شاه را به اهالی نهاوند ابلاغ و از آنان درخواست می‌کند تا فرمان وی را روی سنگی نقش کرده و در معبد اصلی شهر نصب کنند و همچنین در این کتیبه آنتیوخوس سوم به مندموس ساتراپ نهاوند دستور می‌دهد که معبدی برای همسرش ملکه لائودیسه در نهاوند بسازند. این کتیبه اکنون در موزه ملی ایران نگهداری می‌شود.
علاوه بر کتیبه، مجسمه‌های مفرغی کوچک منسوب به خدایان یونان در این منطقه کشف شده‌است. کشف این آثار باعث شد که وجود معبد یونانی در نهاوند محرز شود.
این محوطه تاریخی و منطقه دوخواهران در سال ۱۳۲۷ به شماره ۳۷۴ به‌عنوان میراث فرهنگی در فهرست آثار ملی ایران ثبت شد.
یک قلک ۱۱ سکه پیدا شده که نشان دهنده حضور اشکانیان پس از سلوکیان در نهاوند بوده‌است.